# HSV-X1 Joint Venture
HSV-X1 Joint Venture — название скоростного катамарана для паромной перевозки пассажиров и автомобилей, состоявшего на вооружении армии США.

Изначально эксплуатировавшийся военно-морскими силами США, катамаран был позднее передан армии США. Это судно использовалось в развёртывании войск в операции «Несокрушимая свобода», дислоцируясь около Африканского рога. По окончании периода эксплуатации катамаран был возвращён на верфи Incat для переоборудования с целью дальнейшего использования в гражданских целях.

## Joint Venture
Построенный Incat в Австралии, он использовался как коммерческий паром компанией TT-Line под названием Devil Cat до переоборудования под нужды военных. На катамаране была оборудована вертолётная палуба для посадки различных вертолётов, находящихся на вооружении военно-морских сил США.
Joint Venture был быстро перестроен для возможности выполнения различных функций, основной из которых является быстрая перевозка до 325 человек и 400 тонн груза на расстояние до 4800 км в одну сторону на скорости до 74 км/ч.
В 2003 году Joint Venture участвовал в операции «Несокрушимая свобода» в Африканском роге. Он использовался в качестве быстрого транспорта для поддержки комбинированного соединения и выполнения различных задач, таких как быстрая транспортировка пехоты на большое расстояние, являлся мобильным центром управления, работал в непосредственной близости к побережью и выполнял транспортировку вертолётов.
Joint Venture был возвращён Incat в начале 2008 года. Он был переоборудован и перекрашен в цвета Express Ferries, где планировалась его эксплуатация в качестве грузопассажирского парома, но это так и не было реализовано.

## Manannan

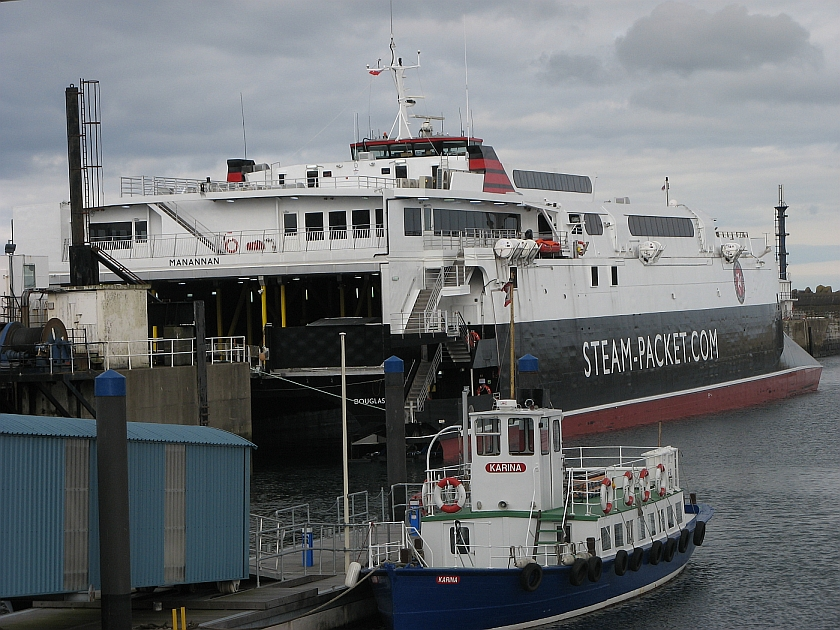
HSC Manannan у причала в Дугласе, остров Мэн

19 мая 2008 года en:Isle of Man Steam Packet Company объявила о приобретении HSV-X1 за £20000000 и намерениях заменить им действующее скоростное судно — Viking. 96-метровый катамаран, выполненный по технологии волнореза, будет самым большим судном этого типа в Ирландском море. В гражданском использовании судно получило имя Manannan.
Steam Packet Company утверждает, что, так как судно уже было в эксплуатации, переоборудование судна займёт минимум времени по сравнению с судами аналогичного возраста и идеально подходит для осуществления возложенных на него задач:

Приобретение — это реальный шаг вперёд для компании и представляет собой значительные инвестиции. Мы рассмотрели целый ряд возможных судов и, как мы считаем, мы нашли корабль, идеально удовлетворяющий наши требования к универсальности, большой грузоподъёмности судна, которое готово удовлетворять ожидания наших пассажиров в комфорте и надёжности— Mark Woodward, CEO
Manannan выполняет рейс из Хобарта в Портсмут (19100 км) за 27 дней. Стоимость переоборудования составляет около £3000000 и включает в себя новый кормовой жилой модуль, новые кормовые двери и новая палуба для отдыха под открытым небом. День открытых дверей прошёл в каждом порту компании, так же как и церемония переименования.

## В настоящее время
Manannan продолжает свою работу в 2016 году.